# Bosc-Édeline
Bosc-Édeline es una comuna francesa situada en el departamento de Sena Marítimo, en la región de Normandía.

## Demografía
| 206 | 189 | 182 | 246 | 257 | 284 | 366 |
| Para los censos de 1962 a 1999 la población legal corresponde a la población sin duplicidades (Fuente: INSEE [Consultar]) |     |     |     |     |     |     |